# Angelic Pretty
Angelic Pretty es una compañía japonesa especializada en moda lolita; fue fundada en 1979 bajo la marca Pretty, renombrada Angelic Pretty desde 2001. Se dedica al diseño y venta de productos, principalmente de moda lolita como accesorios, abrigos, vestidos de época estilo victoriana, zapatos, calcetines y bolsos. En 2008 la tienda lanza la versión en inglés de su sitio web para ventas en el extranjero.

## Concepto de la marca

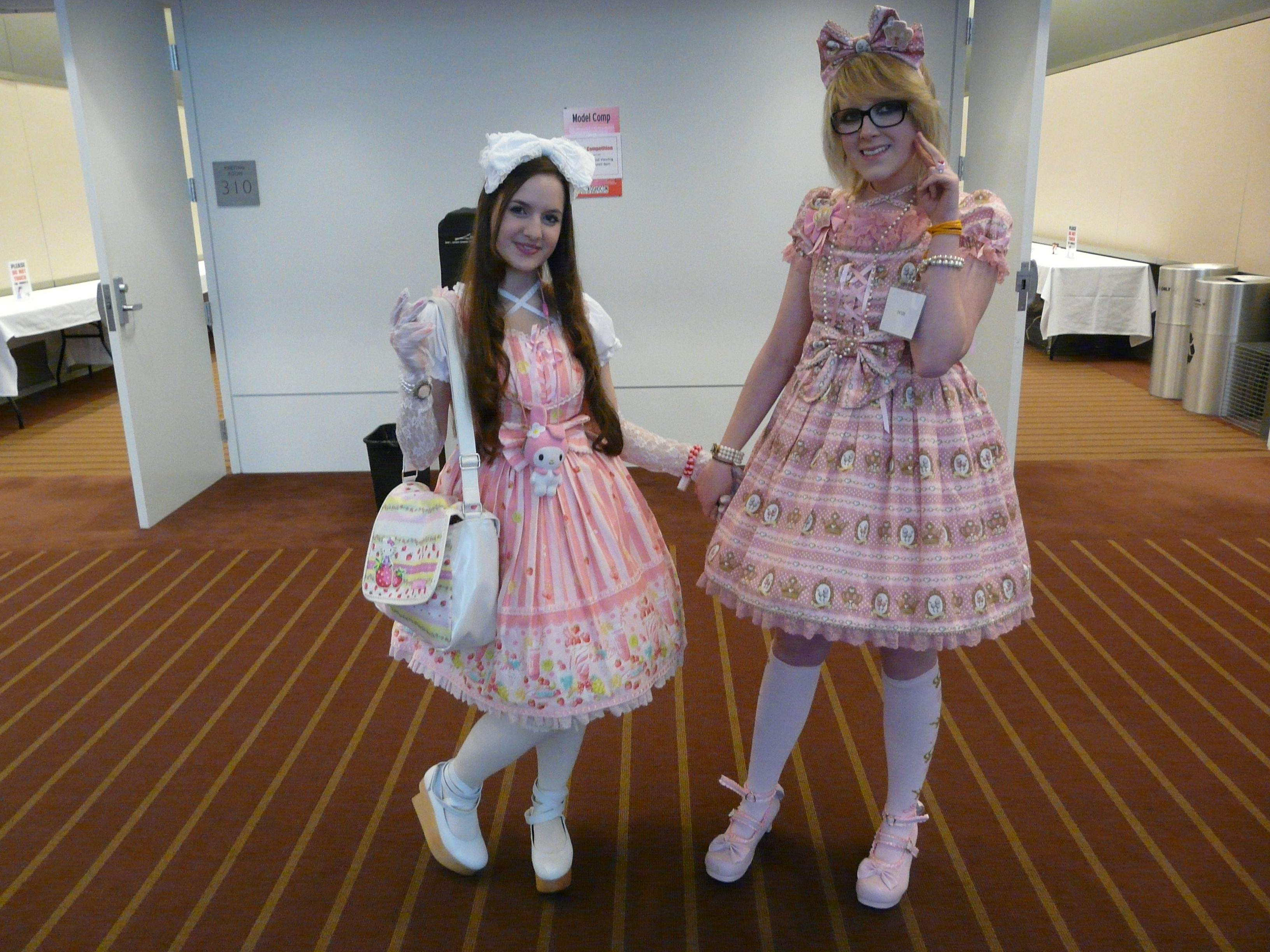
Mujeres vestidas con prendas Angelic Pretty. La de la izquierda con la serie Fruits Parlor, la de la derecha con la serie the Royal Poodle

Las tiendas ofrecen ropa de manufactura propia bajo varias marcas, desde accesorios como moños hasta vestidos de varios estilos. En un evento de Cosplay Oneesan, las diseñadoras de la compañía Maki y Asuka, hablaron sobre el concepto de Angelic Pretty, destacando sobre el uso del color rosa. Dijeron que "intentamos hacer uso de ese color lo más posible, incluso en los cambios de estilo en las estaciones del año y las tendencias de moda". Sobre el diseño de la ropa, ambas mencionaron que buscan que su ropa "inspire a las chicas a sentirse como princesas". La mayoría de las tiendas están decoradas con aspectos fantásticos, mucho uso del color rosa, referencias a cuentos de hadas, peluches y accesorios.

## Tiendas

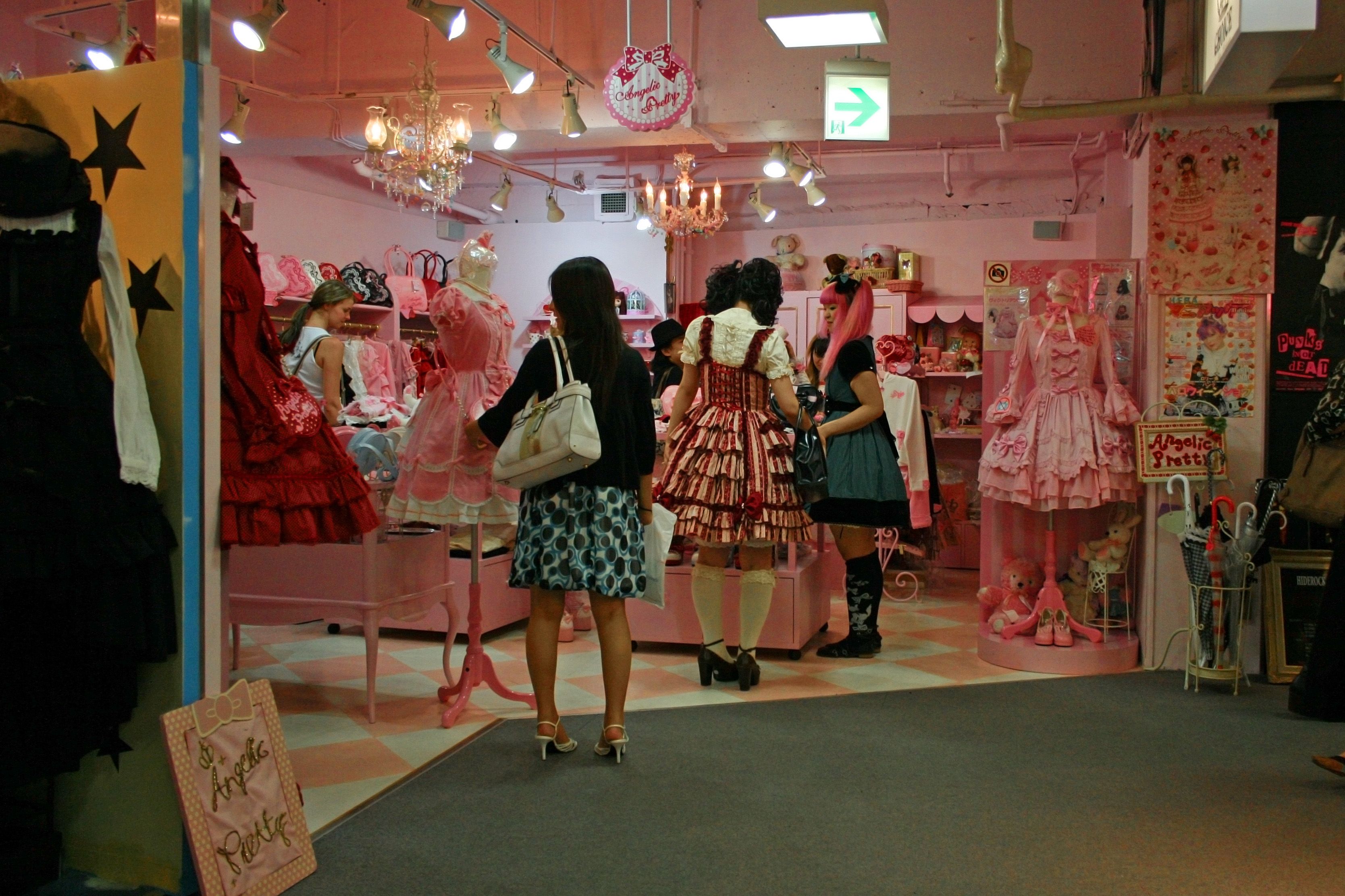
Tienda Angelic Pretty con temática sweet lolita en Harajuku, Tokio.

La tienda principal está ubicada en la tienda departamental Laforet en Harajuku, un barrio de moda en Tokio; otras sucursales están presentes en Shinjuku, Osaka, Sendai, Utsunomiya, Hiroshima, Yokohama, Kanazawa, Fukuoka, Okayama y Sannomiya. Fuera de Japón cuentan con una tienda en Shanghái, China. Las diseñadoras de la marca comentaron que pensaban abrir una tienda en Estados Unidos, para noviembre de 2010 fue inaugurada una tienda en San Francisco, en el distrito comercial Union Square. Esta tienda en Estados Unidos es una combinación de la marca Harajuku Hearts y Angelic Pretty, donde la primera marca vende otros estilos de moda lolita y diferentes marcas como Enchantlic Enchantilly y Atelier Pierrot. La tienda está decorada en dos partes: la primera parte domina un estilo gótico y punk, la sección de Angelic Pretty domina el rosa característico de la marca.
En 2010 la marca abrió una tienda oficial en París, Francia; además en esta ciudad también celebran una fiesta anual de té.

## Diseñadoras de la marca
Dos de las diseñadoras principales son Maki y Asuka; durante un evento en PMX patrocinado por Cosplay Oneesan en Estados Unidos, un panel de diseñadores recrearon en el lugar una tienda de Angelic Pretty. Maki y Asuka asistieron a otro evento, el Oneesan Inc's Gothic and Lolita en mayo de 2010 junto con otros diseñadores de marcas de moda japonesa. Maki comenzó a trabajar con la marca en 2003, es la diseñadora de la ropa base y otros detalles, Asuka inició en 2001 diseñando y cubriendo el trabajo de prensa de la marca, se encarga del diseño de los zapatos, bolsos y parasoles.